# Magnolia Bakery

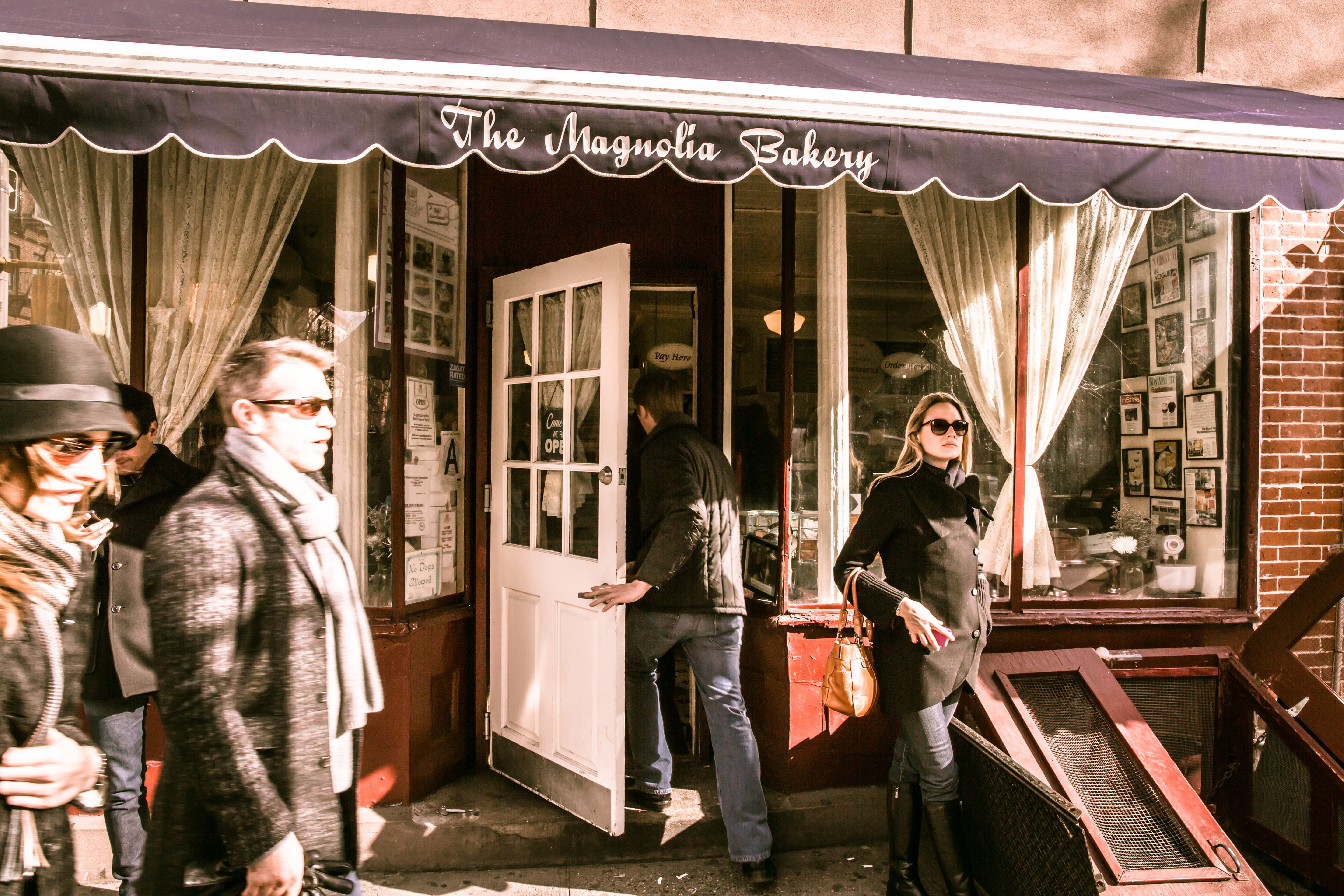
A Magnolia Bakery na 401 Bleecker Street

Magnolia Bakery é uma rede de padarias fundada na cidade de Nova York. O primeiro estabelecimento foi inaugurado em 1996 na 401 Bleecker Street, na esquina da West 11th Street no bairro de West Village em Manhattan. A padaria é conhecida pelas suas sobremesas, e principalmente pelos seus cupcakes.

## História
A Magnolia Bakery original foi inaugurada em 1996 por Jennifer Appel e Allysa Torey. A padaria começou por fazer cupcakes com sobras da massa de bolos, mas posteriormente os cupcakes tornaram-se muito populares entre os clientes. Em 1999, a coproprietária Jennifer Appel deixou o negócio após um desentendimento quanto aos planos de expansão. Appel abriu a Buttercup Bake Shop na 973 Second Avenue, na seção Midtown East de Manhattan. Em 2006, Allysa Torey vendeu a Magnolia Bakery a Steve Abrams, que agora é o CEO da empresa.

## Cupcakes
A padaria às vezes é creditada por ajudar a criar a "loucura dos cupcakes" dos anos 90. Os co-proprietários Jennifer Appel e Allysa Torey publicaram um livro em 1999 intitulado The Magnolia Bakery Cookbook: Old-Fashioned Recipes from New York's Sweetest Bakery.
O exterior da padaria original, assim como ps seus cupcakes, foram apresentados no " Lazy Sunday ", um curta digital do Saturday Night Live transmitido em dezembro de 2005. A padaria também foi destaque na saga Sex and the City; no filme Prime, em que uma daspersonagens atira tartes da Magnólia às suas ex-namoradas; e em The Devil Wears Prada, em que a personagem Andy diz a certa altura que precisa de ir à padaria comprar algo para o namorado. A sitcom Spin City também tem o personagem de Charlie Sheen a levar cupcakes da Magnolia para a personagem de Heather Locklear. Em 16 de outubro de 2008, Conan O'Brien comprou um cupcake para cada membro da plateia durante uma gravação de Late Night. Também foi brevemente mencionada na terceira temporada de Veronica Mars, com a personagem principal homónima a descrever afetuosamente uma foto do seu pai a "encher a cara de cupcakes na Magnolia Bakery".

## Localizações

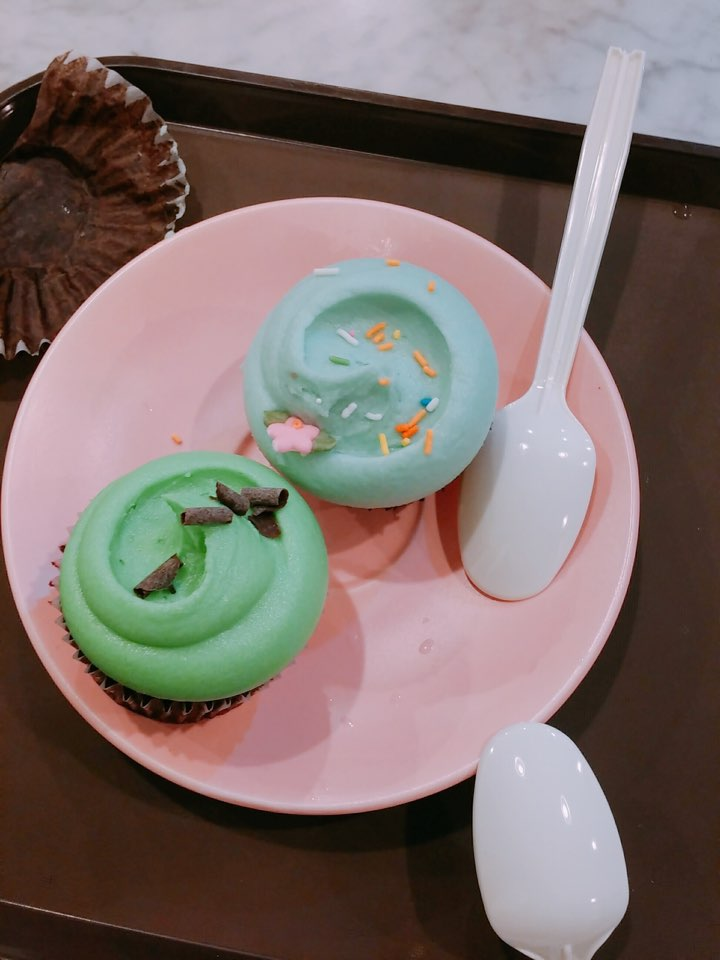
Cupcakes da Magnolia na Coreia do Sul

A Magnolia Bakery expandiu a sua localização original com lojas adicionais nos Estados Unidos e no estrangeiro. Em 2011, o CEO da Magnolia Bakery, Steve Abrams, afirmou que tinha planos de abrir aproximadamente três lojas por ano, acrescentando que trabalharia com os franqueados para expandir no exterior.
As localizações da empresa nos EUA incluem lojas em Nova York, Boston, Chicago, Los Angeles e Washington, DC. Uma franquia em Honolulu que apresentava o primeiro restaurante com serviço completo do Magnolia nos Estados Unidos fechou a 27 de outubro de 2018.
A primeira loja fora dos Estados Unidos da Magnolia Bakery foi inaugurada no Dubai em 2010, com duas franquias adicionais a abrir no Dubai e uma em Abu Dhabi. Outras franquias internacionais estão abertas atualmente na Arábia Saudita, que tinha oito locais em outubro de 2020; Catar, que possui quatro locais; Amã, Jordânia ; Daegu, Coreia do Sul ; Taguig City, Filipinas (onde é conhecida como M Bakery); e Cidade do México, México. Uma loja também foi inaugurada em Moscovo, mas fechou a 1 de julho de 2016.
Em maio de 2018, o CEO Steve Abrams anunciou a abertura de até 200 novas lojas Magnolia nos Estados Unidos. A empresa também planeja abrir filiais em Manila e São Paulo.
A Magnolia lançou o seu primeiro outlet na Índia em novembro de 2019 na cidade de Bangalore.